# Escola de Governo Paulo Neves de Carvalho

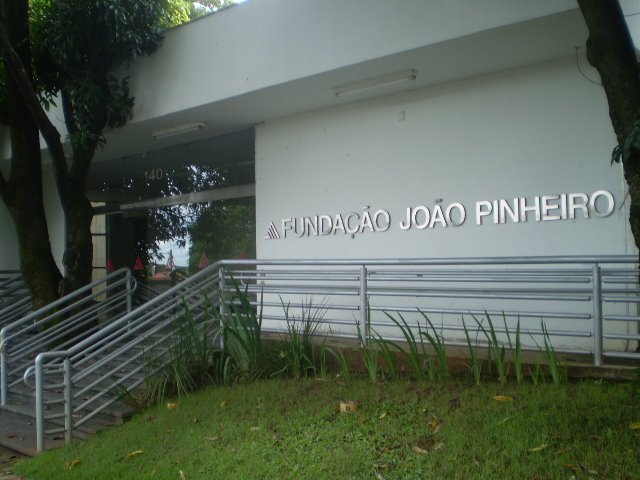
Portaria do campus Pampulha.

A Escola de Governo Professor Paulo Neves de Carvalho é uma instituição isolada brasileira de ensino superior de nível estadual, sediada em Belo Horizonte, no estado de Minas Gerais. A instituição de ensino oferece cursos de graduação, especialização, extensão e mestrado na área de administração pública. A Escola de Governo é um órgão da Fundação João Pinheiro, nome pela qual é mais conhecida, e está vinculada ao governo do estado de Minas Gerais por meio da Secretaria de Estado de Planejamento e Gestão (SEPLAG).
A Escola de Governo da Fundação João Pinheiro foi estabelecida em 1992 com a missão de promover a modernização e profissionalização do governo e o aperfeiçoamento da formação de pessoal técnico aos governos municipais, estaduais e federais, promovendo novas técnicas de gestão e desenvolvimento de estudos e pesquisas na administração pública.

## O CSAP
O Curso Superior de Administração Pública, conhecido por CSAP, garante ao aluno ao se graduar a nomeação automática para o nível inicial da carreira de Especialista em Políticas Públicas e Gestão Governamental, a qual integra a estrutura do Poder Executivo do Estado de Minas Gerais. O CSAP é o único curso universitário no país com esta característica. O curso dura oito semestres e, além do ensino gratuito, cada estudante recebe uma bolsa de um salário minimo.
Em todas as edições do ENADE, o CSAP recebeu conceito A, sendo que em 2006, a Escola de Governo obeve a primeira colocação no exame entre todos os cursos brasileiros da área de Administração. Além disso, obteve 5 estrelas nas duas últimas edições do Guia do Estudante Abril e obteve nota 5 no Índice Geral de Cursos (IGC) do Ministério da Educação em 2008, o valor mais alto do índice.
A Escola de Governo da Fundação João Pinheiro é uma das 25 instituições de ensino superior brasileiras que obtiveram nota 5 (máxima) no Indice Geral de Curso do MEC divulgado em 2011, em que foram avaliadas 1793 instituições. O curso também ficou classificado entre os 10 melhores cursos de administração do país, de acordo com os resultados do ENADE.

## Cursos
- Curso de Administração Pública (CSAP) - graduação voltada para a formação de profissionais que tenham interesses de atuação nas áreas de gestão governamental e de formulação, implementação e avaliação de políticas públicas. Em 2006, foi apontado pelo Exame Nacional de Desempenho de Estudantes (ENADE), do Ministério da Educação, como o melhor curso de graduação em Administração entre os 1.475 oferecidos no Brasil.
- Curso de Mestrado em Administração Pública - criado em 1995, credenciado pela CAPES como parte do Sistema Nacional de Pós-Graduação, objetiva a formação teórica e técnica de alto nível com ênfase em questões centrais da administração pública moderna. É destinado a profissionais que atuam no serviço público, em centros de pesquisa e de ensino superior, no setor privado e em organizações não governamentais, além de interessados nos problemas da gestão pública e formulação, planejamento, implementação e avaliação de políticas públicas.
- Programa de Especialização em Administração Pública (PROAP) - utilizando o conhecimento para a construção de uma visão estratégica da administração pública, o Programa é destinado a profissionais de nível superior de diferentes esferas de governo e a profissionais envolvidos na gestão pública.
- Curso de Especialização em Segurança Pública - ministrado em parceria com a Polícia Militar de Minas Gerais, tem o objetivo de promover a reflexão e o debate sobre políticas de segurança pública e o papel da PMMG no planejamento e execução dessas políticas. Exclusivo para oficiais capitães da força policial militar de Minas Gerais.
- Curso de Especialização em Gestão Estratégica de Segurança Pública - voltado para majores e tenentes-coronéis das Polícias Militares de Minas Gerais e demais unidades federativas da União, objetiva a capacitação desses oficiais como gerentes estratégicos da corporação.
- Curso de Extensão - objetiva treinar, capacitar, desenvolver e otimizar as potencialidades dos servidores públicos estaduais. É coordenado pela Secretaria de Estado de Planejamento (SEPLAG) e ministrado pela Escola de Governo, atendendo à diretriz do Projeto Estruturador “Choque de Gestão – Pessoas, Qualidade e Inovação na Administração Pública”[5]